# Pygocoelis rugisternus
Pygocoelis rugisternus är en skalbaggsart som först beskrevs av Heinrich Bickhardt 1911.  Pygocoelis rugisternus ingår i släktet Pygocoelis och familjen stumpbaggar. Inga underarter finns listade i Catalogue of Life.